# Cysticapnos cracca
Cysticapnos cracca là một loài thực vật có hoa trong họ Anh túc. Loài này được (Cham. & Schltdl.) Lidén mô tả khoa học đầu tiên năm 1986.